# SAC–B
SAC–B az első argentin,  "profi" naptevékenységet vizsgáló tudományos űreszköz.

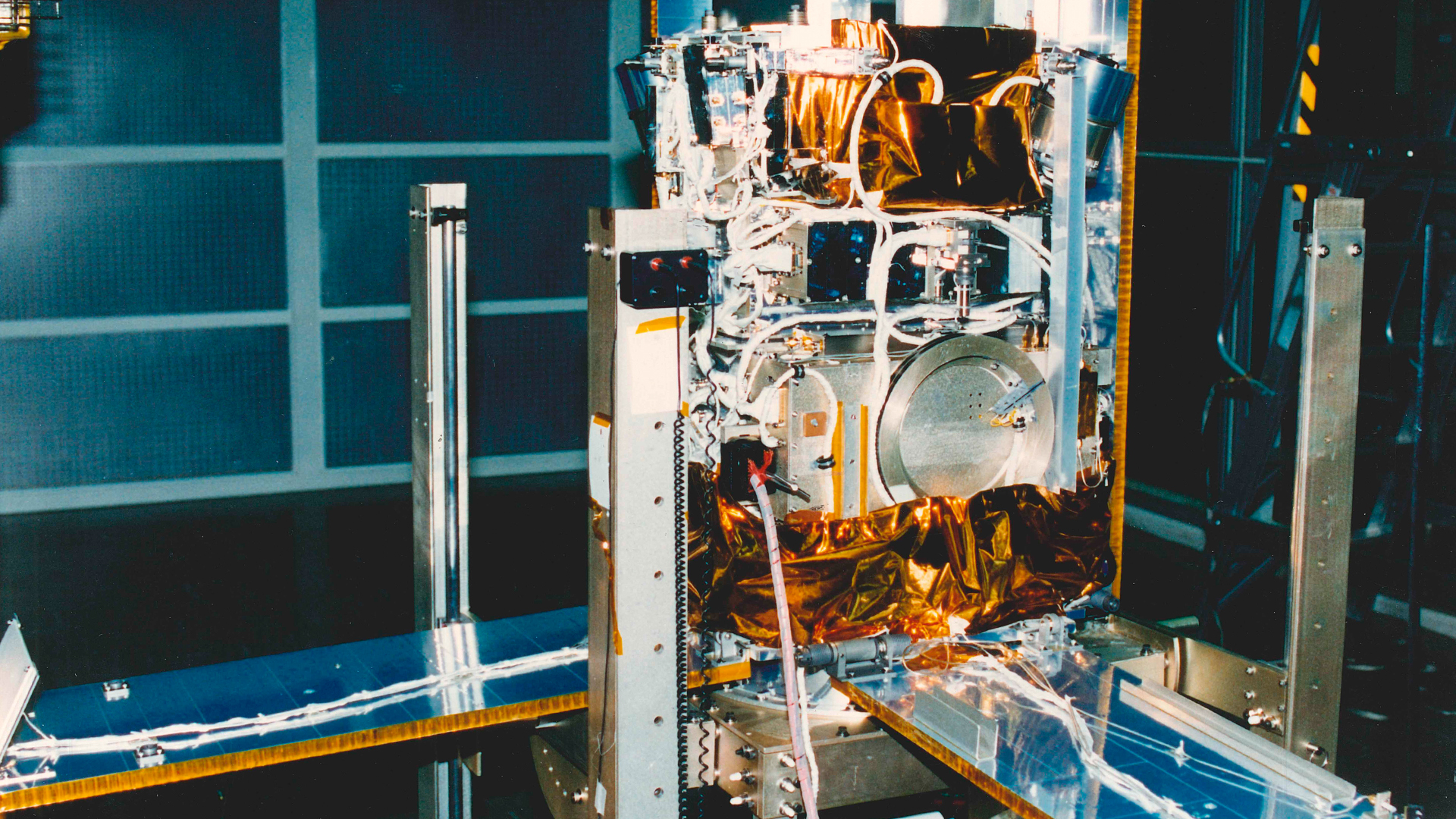
SAC-B

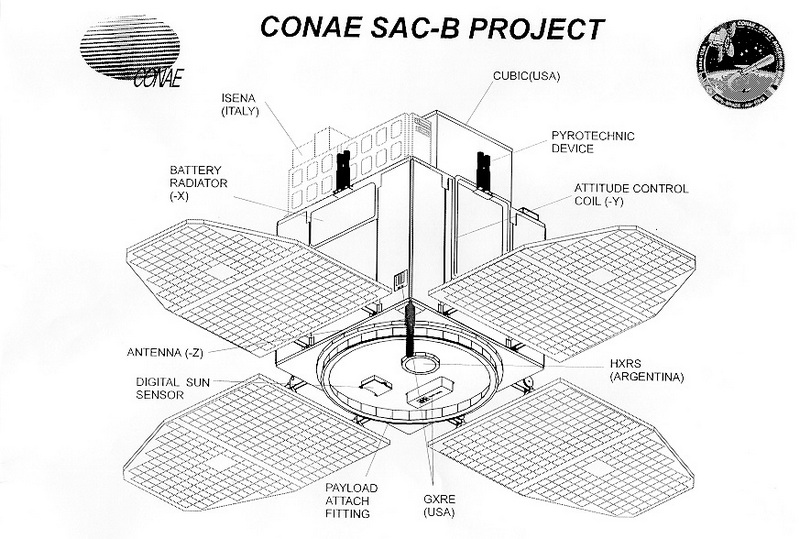

## Küldetés
Az argentin/amerikai program célja volt, hogy tanulmányozza a napenergia fizikai- és asztrofizikai tényezőit valamint a kozmikus háttérsugárzást.

### Jellemzői
A műholdakat építette az INVAP SA, San Carlos de Bariloche, (Rio Negro). Üzemeltette a polgári Comisión Nacional de Actividades Espaciales (CONAE) (Buenos Aires). A hordozóeszközt NASA–GSFC (Goddard Space Flight Center) biztosította, működtetésben közreműködött a Massachusetts Institute of Technology (MIT).
Megnevezései: SAC–B; SAC–B/HETE (Satelite de Aplicaciones Cientificas); HETE (High Energy Transient Experiment); COSPAR: 1996-061A; SATCAT kódja: 24645.
1996. november 4-én a Wallops Island űrrepülőtérről (Virginia) egy Pegasus XL (L-1011) hordozórakétával állították alacsony Föld körüli pályára (LEO = Low-Earth Orbit). Az orbitális pályája 95,07 perces, 37,97 fokos hajlásszögű, elliptikus pálya perigeuma 488 kilométer, az apogeuma 556 kilométer volt.
Az űreszköz technikai okok miatt nem tudott leválni az utolsó fokozatról. Tesztelt elemei működőképesek voltak, bizonyítva a technológia alkalmazhatóságát. A napelemek működőképessége miatt, a nikkel-kadmium akkumulátorok élettartamáig működött. Teljes tömege 191, tudományos rész 50 kilogramm. Magassága 80 centiméter.
2002. április 4-én 1979,45 nap (5,42 év) után belépett a légkörbe és megsemmisült.